# ロンドン地下鉄D78形電車
ロンドン地下鉄D78形電車 (London Underground D78 Stock) は1979年にロンドン地下鉄のディストリクト線用として製造された電車。ロンドン地下鉄の2種類ある車両寸法のうち、大きいほうの車両群に属する。2017年にロンドン地下鉄での営業運転を終了したが、一部は「D-Train」のシリーズ名のもと気動車などに改造された。

## 概要

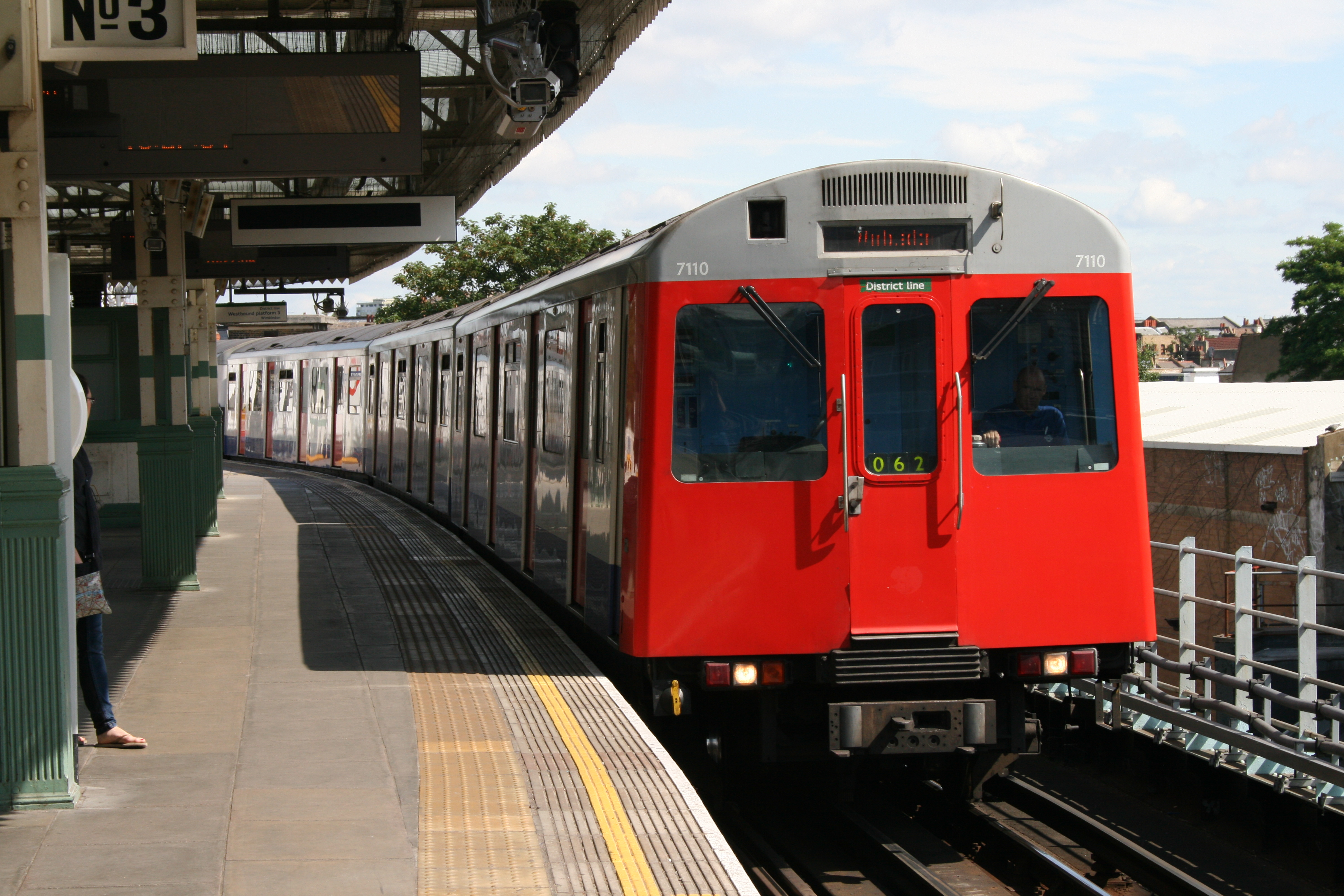
D78形電車

D78形電車は、1976年に、ディストリクト線で運用されていた戦前製のCO/CP形電車及び戦後製R形を置き換えるために発注された。形式名の「D」は運用路線であるディストリクト線 (District Line) の頭文字である。
バーミンガムのメトロ・キャメル社(現アルストム)で、6両編成75編成が1980年から1983年にかけて製造され、ディストリクト線に投入されている。7両編成だったCO/CP形・R形を6両編成で置き換えるため、D78形の車体は従来車に比較して大型化されている。
2017年までにS形電車に置き換えられ、4月21日に営業運転を終了。5月7日のさよなら運転をもって、全車両が営業運用を離脱した。

## 外観

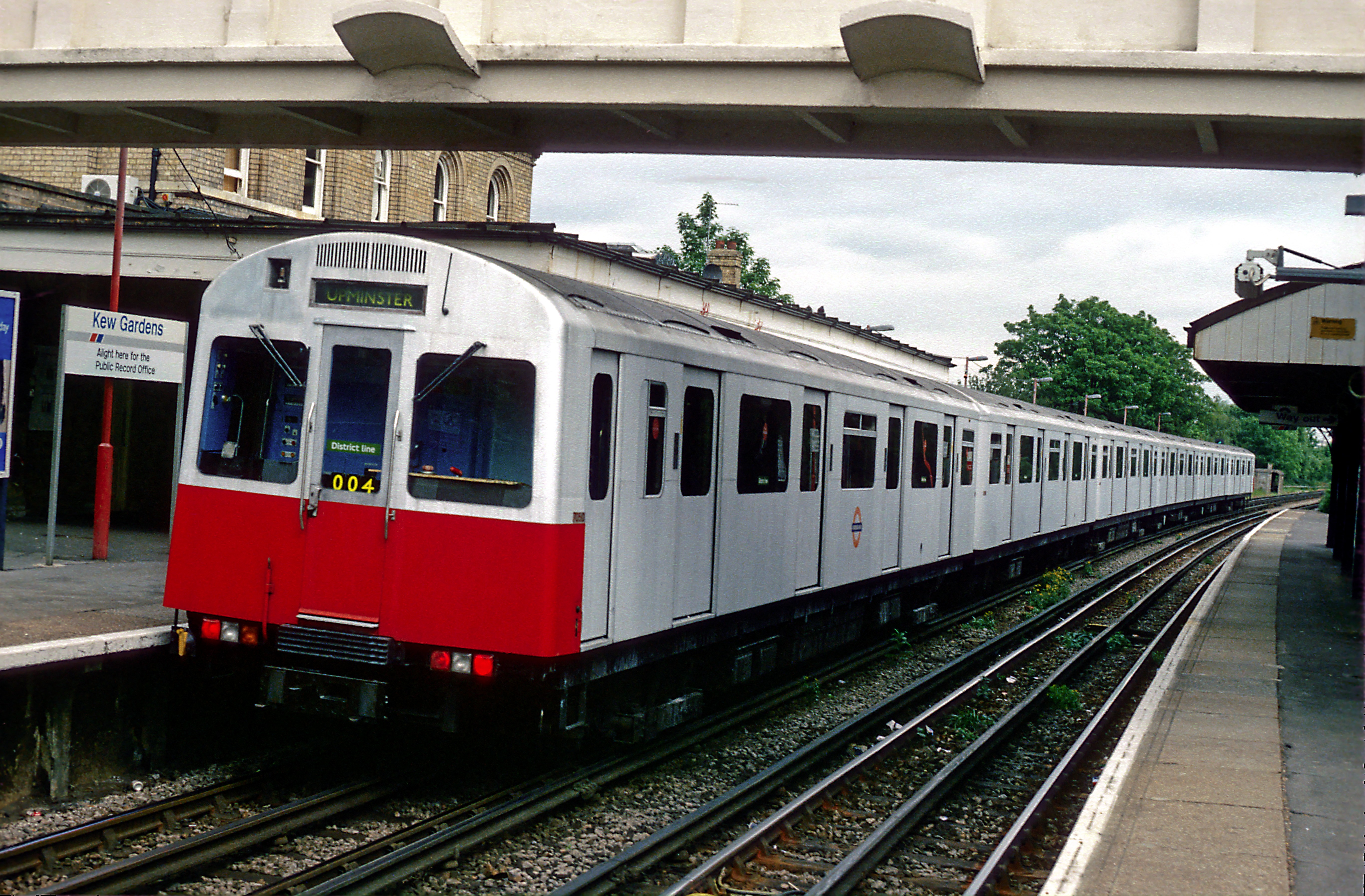
更新前（1997年）

18m級車体、幅1067mmの片開き4扉の車体を持つ。2つの扉が戸袋を共有するように開くことが特徴。更新工事前はアルミ無塗装だったが、更新工事後はロンドン地下鉄標準の赤青白の3色に塗装されている。製造時はロンドン地下鉄の乗客が2000年の65%程度であったため、片開き扉が採用されたと言われている。

## 内装
扉間5人、車端部3人掛けのロングシートを基本とするが、車両中央部に4人掛けボックスシート2組と1人掛け線路方向配置シート4脚が設置されている。すべての窓は固定窓とされ、強制換気装置が設置されていた。

## 主要機器
DM、UNDMに電動発電機、蓄電池が、片運転台ユニットのTに1台、両運転台ユニットのTに2台の電動空気圧縮機が搭載されている。 当初はすべてのドアが乗客の押しボタン操作で開く様になっていた。本形式導入時、ドアの操作方法を知らせるポスターが英仏独3カ国語で各駅に掲示されていた。ブレーキは駐車ブレーキ、発電制動併用空気ブレーキの2重装備とされ、右手操作のワンハンドルマスコンを採用、ひねることでデッドマン機能が解除され、先方に倒すことで加速、手前に引くことで減速される。日本の鉄道車両同様縦軸で配置されている。LT118形主電動機は台車は異なるものの、1973形と同一である。

## 編成
DM（制御電動車）-T（付随車）-UNDM（簡易運転台付中間電動車）の3両で1ユニットを組み、背中あわせに連結した2ユニットで6両編成を組成することが基本で、75編成150ユニット中130ユニットが片運転台である。運用の自由度を高めるため、20ユニットは両運転台(DM-T-DM)とされている。片運転台ユニットのDMの連結器は非常用だが、両運転台ユニットのDMはUNDMと連結できるよう電気連結器付密着連結器が装備されている。
片運転台ユニットのDMには7000 - 7129、両運転台ユニットのDMには7500-7539、片運転台ユニットのTには17000 - 17129、両運転台ユニットのTには17500 - 17538（偶数のみ）UNDMには8000 - 8129の番号が付与され、両運手台ユニット以外は下3けたの番号が同一の車両でユニットが構成される。運転台が西向きのユニットは下一桁偶数、東向きのユニットは下一桁奇数。
簡易運転台は構内入れ替え用で、最高速度が制限されている。

## 改造工事
営業運転開始後、各種改造工事が施工されている。

### 換気改善
製造当初は強制換気装置を装備していたが、押しボタン操作の客用扉、開閉不能の窓と合わせ、営業運転開始初年から夏季の車内温度上昇が問題となり、1982年6月納車の7108でドア開閉方式を変更、戸袋窓以外の窓上部を車内側に倒れて開くよう改造、換気方式の変更を施して実用試験、好評だったためメーカーに返却してユニットを組む残りの2両も改造し、1983年6月に再納入された。納入済み車両も1985年1月までに同様に改造されている。客用扉も乗務員が一斉操作する方式に変更し、再開扉機能がつけられた。当初冬季のみ押しボタン操作を行っていたが、1990年代に中止されている。

### ワンマン運転対応
1985年のワンマン運転開始に伴い、関連機器が搭載されている。

### 台車交換
製造時はH形台枠の台車が使用されていたが、剛性が高すぎる問題が指摘され、1990年代に全車交換されている。

### 更新工事

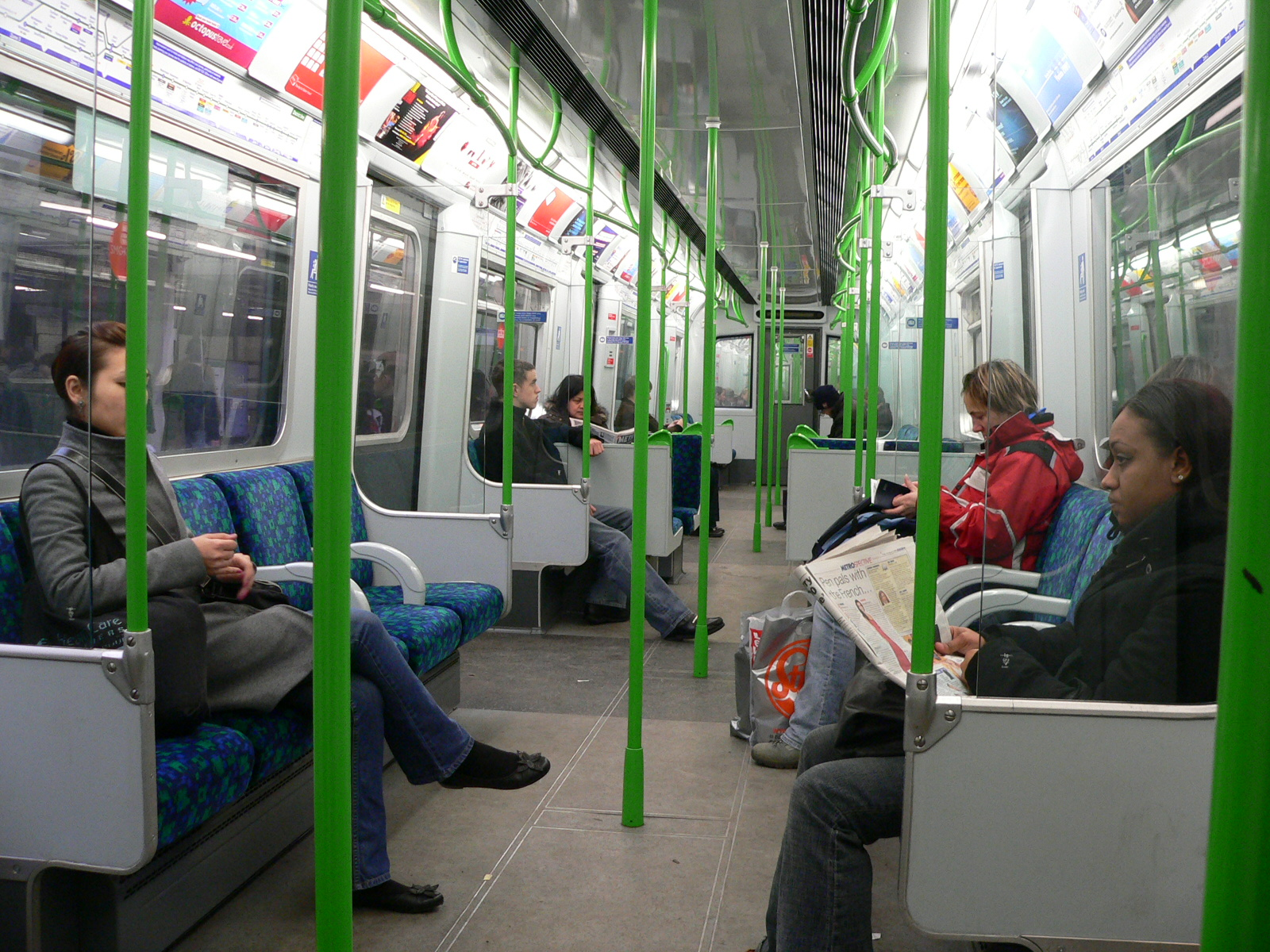
更新後の車内

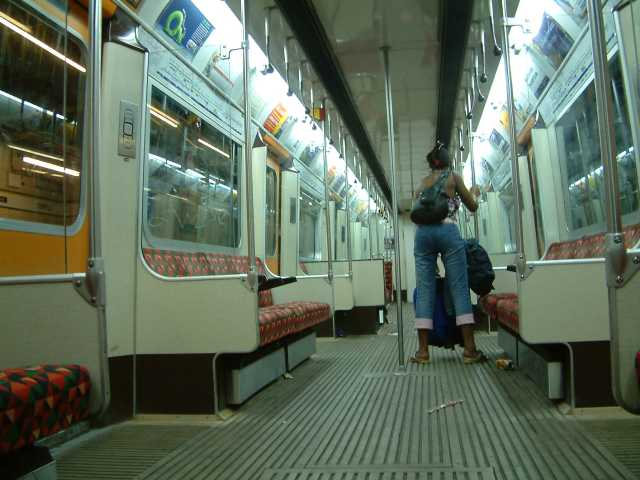
更新前の車内

第三セクター方式による更新工事がメトロネットにより施工された。この工事は初の第三セクター活用例だったが、契約詳細に時間がかかり、更新完了も遅れている。試作改造車3両はロンドン地下鉄アクトン車両基地で2001年で完成し、この試作車は細部が後の更新車と異なっていたが、後に同様に改修されている。更新工事は2005年夏から開始され、最初の更新車が同年6月に営業運転に復帰した。工事内容は以下の通り。
- ロンドン地下鉄標準塗装の採用
- 緑と白を基調とした内装に変更
- 木製の床をゴム製に変更
- 吊革にかえ、つかみ棒を設置
- ドアボタンの閉鎖
- LED式案内装置を車内外に設置 
  - 側面行先表示器の設置はロンドン地下鉄で初めて。
- GPSとオドメーターを利用した自動放送装置の設置
- 折り畳み椅子付き車椅子スペースの設置
- 運転席空調装置設置
- 落書き防止塗装と、窓保護フィルムの貼り付け
- 監視カメラ設置

2008年2月15日に最後の無塗装車（未更新車）が更新のため運用を離脱した。この7534-17534-7535+8115-17115-7115の編成がロンドン地下鉄最後の営業用無塗装車であった。

## 放送装置
更新時に設置された自動放送装置の駅到着時の放送内容例は以下の通り。
- This is South Kensington. Change here for the Piccadilly Line and Circle Line via High Street Kensington and Paddington. This is a District Line train to Barking.

D78形は、駅到着時の放送の最初に「Please mind the gap between the train and the platform（電車とホームの隙間にご注意ください）」を使用した最初の車両である。
- Please mind the gap between the train and the platform. This is Westminster. Change here for the Jubilee Line. Alight here for Westminster Abbey, the Houses of Parliament and riverboat services from Westminster Pier. This is a District Line train to Tower Hill.

## その他
ディストリクト線エッジウェア・ロード支線では、ハイ・ストリート・ケンジントン駅より北の各駅のホーム有効長が短いため、C69・C77形電車が運用されている。
1985年4月から1987年3月にかけてディストリクト線運行本数削減で余剰となったD78形電車が3両編成でイーストロンドン線に使用され、この間同線用A60・A62形電車のワンマン運転対応工事が行われた。

## 転用

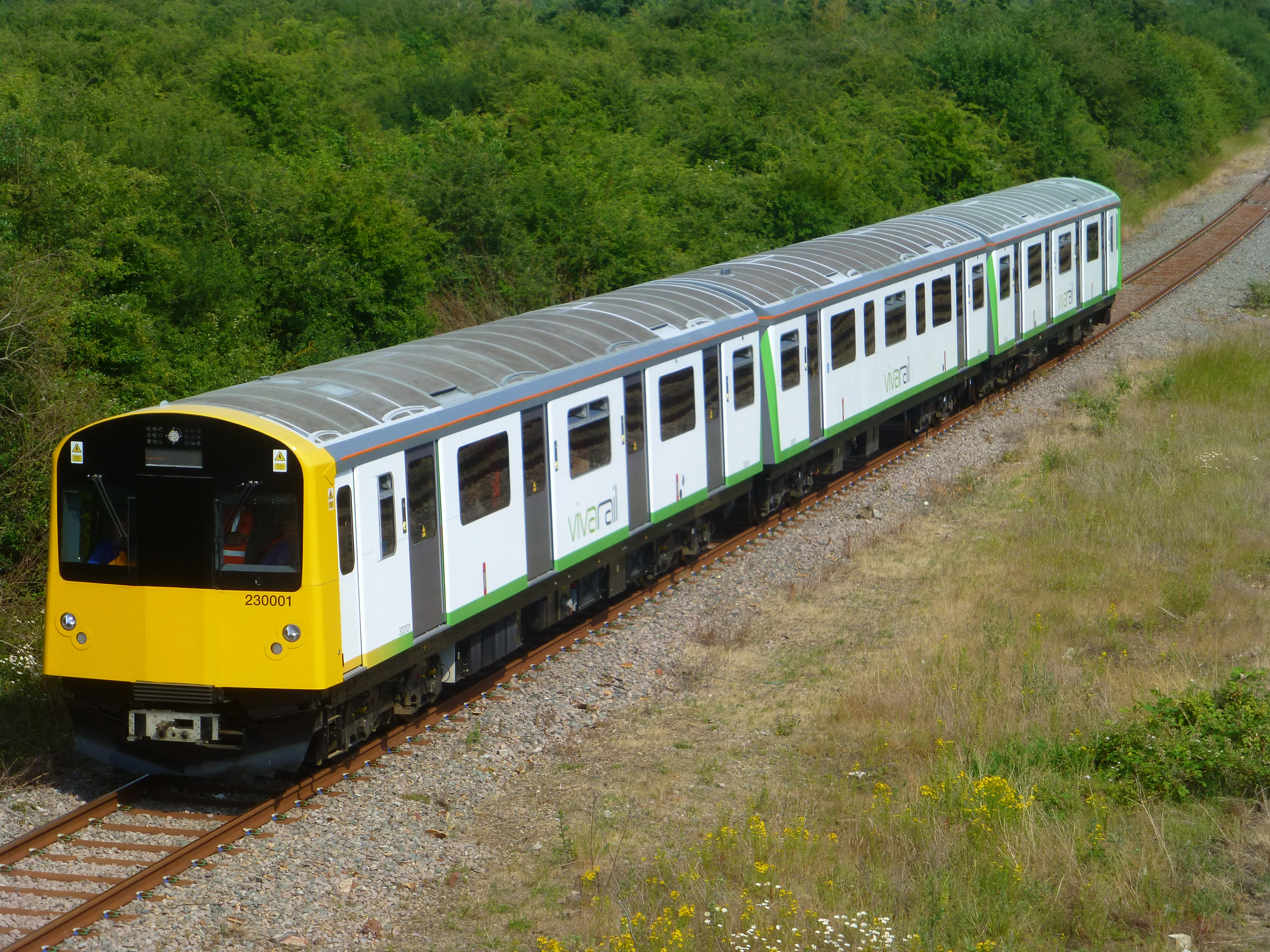
D78形を転用した230形気動車

ロンドン地下鉄での運用を終えたD78形はヴィヴァレール社によって一部が一般鉄道向けの電気式気動車（230形）及び第三軌条式直流電車（484形）に改造されている。D78形の車体と台車を転用することで、低コストでの製作が可能となっており、「D-Train」というファミリー名を持つ。2016年末に発煙事故が発生し、営業運転開始は遅れることとなったが、2019年4月にウェスト・ミッドランズ・トレインズによって1本目の車両の営業運転が開始された。
2018年6月時点でウェスト・ミッドランズ・トレインズとトランスポート・フォー・ウェールズ・レール・サービスの2社が気動車タイプの車両を発注しており、2019年にはサウス・ウェスタン・レールウェイもワイト島のアイランド線向けに電車タイプの車両を発注した。

## 参考資料
- Brian Hardy (2002). London Underground Rolling Stock 15th Edition. Capital Transport. ISBN 1854142631
- “District Line Photo Site” (英語). D Stock. 2009年6月17日閲覧。
- “Tubeprune” (英語). D Stock. 2009年6月17日閲覧。
- “Tubeprune” (英語). Dimensions. 2009年6月17日閲覧。
- “D'形電車の紹介” (英語).   ロンドン交通局. 2013年4月6日時点のオリジナルよりアーカイブ。2009年6月17日閲覧。
- “D Stock” (英語).   Squarewheels. 2009年6月17日閲覧。